# The Flock
《The Flock》，是荷兰游戏开发商VOGELSAP开发的动作游戏。在遊戲中玩家是名為「Flock」的怪物，一邊要取得道具“Light Artifact”（光之神器）攻擊其他怪物，一邊防止自己得到道具后速度變慢而被獵殺。当玩家在该游戏的死亡次数达到215358979次时，该游戏将关闭。